# Puente de Piedra (Puente Genil)
El puente de piedra es un infraestructura situada en el municipio español de Puente Genil, en la provincia de Córdoba (Andalucía). Se encuentra situado junto entre la zona del casco histórico y el barrio de Miragenil, siendo uno de los símbolos del municipio.

## Historia
El puente fue construido durante la segunda mitad del siglo XVI en una zona de vado existente en esta zona del río Genil a su paso por el término municipal de Puente Genil. Hasta entonces el cruce fluvial se había hecho mediante barcas y a través de un puente de madera que resultaría destruido por una riada. La nueva infraestructura, de piedra, comenzó a construirse en 1561 por encargo de las autoridades de La Puente de Don Gonzalo y según un proyecto de Hernán Ruiz el Joven. Las obras avanzaron muy lentamente, con varios intervalos, y no se completarían hasta 1583.
A lo largo de su existencia el puente ha requerido de numerosas reparaciones. También se ha visto afectado en ocasiones por las avenidas del río Genil, como la de enero de 1684, que causó graves desperfectos que llevaría años reparar. Durante el último tercio del siglo XIX se realizó una restauración según un proyecto del ingeniero de origen francés Leopoldo Lemoniez.